# Населення Панами
Населення Панами. Чисельність населення країни 2015 року становила 3,657 млн осіб (130-те місце у світі). Чисельність панамців стабільно збільшується, народжуваність 2015 року становила 18,32 ‰ (98-ме місце у світі), смертність — 4,81 ‰ (193-тє місце у світі), природний приріст — 1,32 % (91-ше місце у світі) . 

## Природний рух

### Відтворення
Народжуваність у Панамі станом на 2015 рік становить 18,32 ‰ (98-ме місце у світі). Коефіцієнт потенційної народжуваності 2015 року становив 2,35 дитини на одну жінку (86-те місце у світі). Рівень застосування контрацепції 52,2 % (станом на 2009 рік).
Смертність у Панамі 2015 року становила 4,81 ‰ (193-тє місце у світі).
Природний приріст населення в країні 2015 року становив 1,32 % (91-ше місце у світі).

### Вікова структура

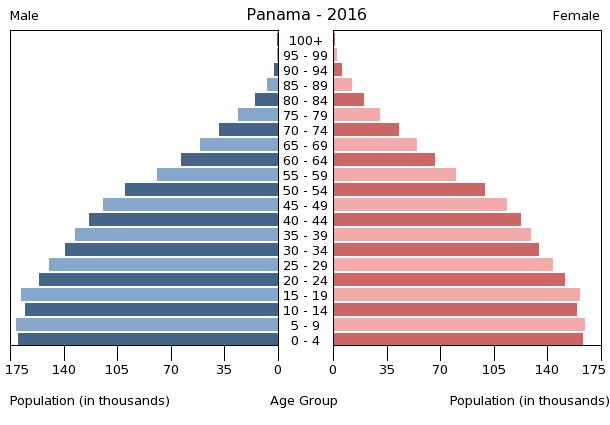
Віково-статева піраміда населення Панами, 2016 рік

Середній вік населення Панами становить 28,9  року (124-те місце у світі): для чоловіків — 28,5, для жінок — 29,3 року. Очікувана середня тривалість життя 2015 року становила 78,47 року (56-те місце у світі), для чоловіків — 75,67 року, для жінок — 81,39 року.
Вікова структура населення Панами станом на 2015 рік мала такий вигляд:
- діти віком до 14 років — 27,06 % (505 079 чоловіків, 484 471 жінка);
- молодь віком 15—24 роки — 17,2 % (320 329 чоловіків, 308 717 жінок);
- дорослі віком 25—54 роки — 40,24 % (745 309 чоловіків, 726 211 жінок);
- особи передпохилого віку (55—64 роки) — 7,55 % (136 506 чоловіків, 139 513 жінок);
- особи похилого віку (65 років і старіші) — 7,95 % (133 930 чоловіків, 156 959 жінок)[1].

### Шлюбність— розлучуваність
Коефіцієнт шлюбності, тобто кількість шлюбів на 1 тис. осіб за календарний рік, дорівнює 3,7; коефіцієнт розлучуваності — 1,0; індекс розлучуваності, тобто відношення шлюбів до розлучень за календарний рік — 27 (дані за 2010 рік).

## Розселення
Густота населення країни 2015 року становила 52,9 особи/км² (163-тє місце у світі). Населення концентрується в центральній частині країни навколо Панамського каналу, інший кластер концентрації розташований на далекому заході, навколо міста Давід. Східна частина країни мало населена.

### Урбанізація
Панама — високоурбанізована країна. Рівень урбанізованості становить 66,6 % населення країни (станом на 2015 рік), темпи зростання частки міського населення — 2,07 % (оцінка тренду за 2010—2015 роки).
Головні міста держави: Панама (столиця) — 1,673 млн осіб (дані за 2015 рік).

### Міграції
Річний рівень еміграції 2015 року становив 0,28 ‰ (125-те місце у світі). Цей показник не враховує різниці між законними і незаконними мігрантами, між біженцями, трудовими мігрантами та іншими.

#### Біженці й вимушені переселенці
Станом на 2015 рік в країні постійно перебуває 15,59 тис. біженців з Колумбії.
У країні мешкають 2 офіційно зареєстровані особи без громадянства.
Панама є членом Міжнародної організації з міграції (IOM).

## Расово-етнічний склад
| Етнічний склад (2014 рік) | Етнічний склад (2014 рік) | Етнічний склад (2014 рік) | Етнічний склад (2014 рік) | Етнічний склад (2014 рік) |
| ------------------------- | ------------------------- | ------------------------- | ------------------------- | ------------------------- |
| Етнос:                    |                           |                           | Відсоток:                 |                           |
| метиси                    | метиси                    |                           | 65%                       | 65%                       |
| індіанці загалом          | індіанці загалом          |                           | 12.3%                     | 12.3%                     |
| афро-панамці              | афро-панамці              |                           | 9.2%                      | 9.2%                      |
| мулати                    | мулати                    |                           | 6.8%                      | 6.8%                      |
| білі                      | білі                      |                           | 6.7%                      | 6.7%                      |

Головні етноси країни: метиси (суміш індіанців з європейцями) — 65 %, індіанці загалом — 12,3 %, з яких нгабе — 7,6 %, куна — 2,4 %, ембера — 0,9 %, бугле — 0,8 %), афро-панамці — 9,2 %, мулати — 6,8 %, білі — 6,7 % населення (оціночні дані за 2010 рік).

## Мови
| Мови Панами (2015 рік) | Мови Панами (2015 рік) | Мови Панами (2015 рік) | Мови Панами (2015 рік) | Мови Панами (2015 рік) |
| ---------------------- | ---------------------- | ---------------------- | ---------------------- | ---------------------- |
| Мова:                  |                        |                        | Відсоток:              |                        |
| іспанська              | іспанська              |                        | 70%                    | 70%                    |
| індіанські             | індіанські             |                        | %                      | %                      |
| англійська             | англійська             |                        | 14%                    | 14%                    |
| китайська              | китайська              |                        | %                      | %                      |
| арабська               | арабська               |                        | %                      | %                      |
| французька             | французька             |                        | 18%                    | 18%                    |
| їдиш                   | їдиш                   |                        | %                      | %                      |
| іврит                  | іврит                  |                        | %                      | %                      |
| корейська              | корейська              |                        | %                      | %                      |
| японська               | японська               |                        | %                      | %                      |

Офіційна мова — іспанська. Інші поширені мови: індіанські (гуаймі, буглере, куна, вуанаан, терібе, брі-брі), панамська креольська англійська (подібна до ямайської креольської), англійська, китайська, арабська, креольська французька, їдиш, іврит, корейська, японська). Значна кількість панамців — білінгви.

## Релігії
| Релігії в Панамі (2015 рік) | Релігії в Панамі (2015 рік) | Релігії в Панамі (2015 рік) | Релігії в Панамі (2015 рік) | Релігії в Панамі (2015 рік) |
| --------------------------- | --------------------------- | --------------------------- | --------------------------- | --------------------------- |
| Віросповідання:             |                             |                             | Відсоток:                   |                             |
| католики                    | католики                    |                             | 85%                         | 85%                         |
| протестанти                 | протестанти                 |                             | 15%                         | 15%                         |

Головні релігії й вірування, які сповідує, і конфесії та церковні організації, до яких відносить себе населення країни: римо-католицтво — 85 %, протестантизм — 15 % (станом на 2015 рік).

## Освіта
Рівень письменності 2015 року становив 95 % дорослого населення (віком від 15 років): 95,7 % — серед чоловіків, 94,4 % — серед жінок. Державні витрати на освіту становлять 3,3 % ВВП країни станом на 2011 рік (122-ге місце у світі). Середня тривалість освіти становить 13 років, для хлопців — до 12 років, для дівчат — до 13 років (станом на 2013 рік).

## Охорона здоров'я
Забезпеченість лікарями в країні на рівні 1,65 лікаря на 1000 мешканців (станом на 2013 рік). Забезпеченість лікарняними ліжками в стаціонарах — 2,2 ліжка на 1000 мешканців (станом на 2011 рік). Загальні витрати на охорону здоров'я 2014 року становили 8 % ВВП країни (64-те місце у світі).
Смертність немовлят до 1 року станом на 2015 рік становила 10,41 ‰ (134-те місце у світі); хлопчиків — 11,16 ‰, дівчаток — 9,63 ‰. Рівень материнської смертності 2015 року становив 94 випадків на 100 тис. народжень (78-ме місце у світі).
Панама входить до складу ряду міжнародних організацій: Міжнародного руху (ICRM) і Міжнародної Федерації товариств Червоного Хреста і Червоного Півмісяця (IFRCS), Дитячого фонду ООН (UNISEF), Всесвітньої організації охорони здоров'я (WHO).

### Захворювання
Потенційний рівень зараження інфекційними хворобами в країні середній. Найпоширеніші інфекційні захворювання: діарея, гарячка денге. Станом на серпень 2016 року в країні були зареєстровані випадки зараження вірусом Зіка через укуси комарів Aedes, переливання крові, статевим шляхом, під час вагітності.
2014 року було зареєстровано 16,6 тис. хворих на СНІД (88-ме місце в світі), це 0,65 % населення в репродуктивному віці 15—49 років (58-ме місце у світі). Смертність 2014 року від цієї хвороби становила приблизно 600 осіб (81-ше місце у світі).
Частка дорослого населення з високим індексом маси тіла 2014 року становила 26,5 % (55-те місце у світі); частка дітей віком до 5 років зі зниженою масою тіла становила 3,9 % (оцінка на 2008 рік). Ця статистика показує як власне стан харчування, так і наявну/гіпотетичну поширеність різних захворювань.

### Санітарія
Доступ до облаштованих джерел питної води 2015 року мало 97,7 % населення в містах і 86,6 % в сільській місцевості; загалом 94,7 % населення країни. Відсоток забезпеченості населення доступом до облаштованого водовідведення (каналізація, септик): в містах — 83,5 %, в сільській місцевості — 58 %, загалом по країні — 75 % (станом на 2015 рік). Споживання прісної води станом на 2005 рік дорівнює 0,91 км³ на рік, або 296,1 тонни на одного мешканця на рік: з яких 27 % припадає на побутові, 2 % — на промислові, 71 % — на сільськогосподарські потреби.

## Соціально-економічне положення
Співвідношення осіб, що в економічному плані залежать від інших, до осіб працездатного віку (15—64 роки) загалом становить 53,4 % (станом на 2015 рік): частка дітей — 41,7 %; частка осіб похилого віку — 11,7 %, або 8,5 потенційно працездатного на 1 пенсіонера. Загалом дані показники характеризують рівень затребуваності державної допомоги в секторах освіти, охорони здоров'я і пенсійного забезпечення, відповідно. За межею бідності 2012 року перебувало 26 % населення країни. Розподіл доходів домогосподарств у країні має такий вигляд: нижній дециль — 1,1 %, верхній дециль — 40,1 % (станом на 2010 рік).
Станом на 2012 рік в країні 300 тис. осіб не має доступу до електромереж; 91 % населення має доступ, в містах цей показник дорівнює 94 %, у сільській місцевості — 80 %. Рівень проникнення інтернет-технологій середній. Станом на липень 2015 року в країні налічувалося 1,873 млн унікальних інтернет-користувачів (105-те місце у світі), що становило 51,2 % загальної кількості населення країни.

### Трудові ресурси
Загальні трудові ресурси 2015 року становили 1,587 млн осіб (130-те місце у світі). В державі нестача кваліфікованої робочої сили, але надлишок некваліфікованої. Зайнятість економічно активного населення у господарстві країни розподіляється таким чином: аграрне, лісове і рибне господарства — 17 %; промисловість і будівництво — 18,6 %; сфера послуг — 64,4 % (станом на 2009 рік). 59,29 тис. дітей у віці від 5 до 17 років (7 % загальної кількості) 2010 року були залучені до дитячої праці. Безробіття 2015 року дорівнювало 4,5 % працездатного населення, 2014 року — 4,5 % (45-те місце у світі); серед молоді у віці 15—24 років ця частка становила 12,6 %, серед юнаків — 11,2 %, серед дівчат — 14,9 % (99-те місце у світі).

## Кримінал

### Наркотики

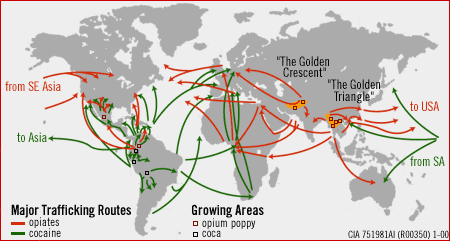
Світові маршрути наркотрафіку

Великий транзитний пункт наркотрафіку кокаїну і країна відмивання грошей у вільній економічній зоні Колон; незначні випадки вирощування коки; відмивання грошей тісно пов'язане з корупцією в держустановах.

### Торгівля людьми
Згідно зі щорічною доповіддю про торгівлю людьми (англ. Trafficking in Persons Report) Управління з моніторингу та боротьби з торгівлею людьми Державного департаменту США, уряд Панами докладає значних зусиль в боротьбі з явищем примусової праці, сексуальної експлуатації, незаконною торгівлею внутрішніми органами, але законодавство відповідає мінімальним вимогам американського закону 2000 року щодо захисту жертв (англ. Trafficking Victims Protection Act’s) не в повній мірі, країна знаходиться у списку другого рівня.

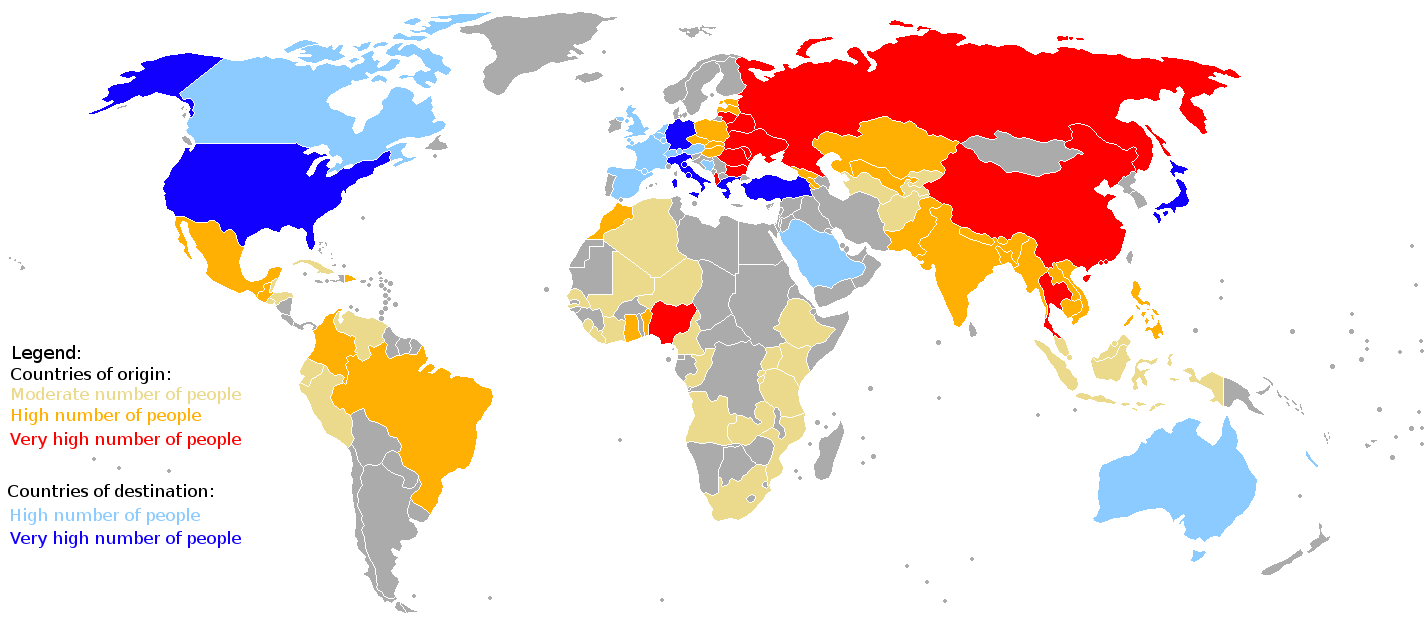
Країни-донори (червоний) і країни-реципієнти кримінальних потоків  (англ.)
Глобальна боротьба з торгівлею людьми (англ.)

## Гендерний стан
Статеве співвідношення (оцінка 2015 року):
- при народженні — 1,05 особи чоловічої статі на 1 особу жіночої;
- у віці до 14 років — 1,04 особи чоловічої статі на 1 особу жіночої;
- у віці 15—24 років — 1,04 особи чоловічої статі на 1 особу жіночої;
- у віці 25—54 років — 1,03 особи чоловічої статі на 1 особу жіночої;
- у віці 55—64 років — 0,98 особи чоловічої статі на 1 особу жіночої;
- у віці за 64 роки — 0,85 особи чоловічої статі на 1 особу жіночої;
- загалом — 1,01 особи чоловічої статі на 1 особу жіночої[1].

## Демографічні дослідження
Демографічні дослідження в країні ведуться рядом державних і наукових установ:

### Українською
- Атлас. 10-11 клас. Економічна і соціальна географія світу / упорядники :  О. Я. Скуратович, Н. І. Чанцева. — К. : ДНВП «Картографія», 2010. — ISBN 978-966-475-639-3.
- Атлас світу / голов. ред. І. С. Руденко ; зав. ред. В. В. Радченко ; відп. ред. О. В. Вакуленко. — К. : ДНВП «Картографія», 2005. — 336 с. — ISBN 9666315467.
- Безуглий В. В. Економічна і соціальна географія зарубіжних країн : Навчальний посібник. — К. : ВЦ «Академія», 2007. — 704 с. — ISBN 978-966-580-239-6.
- Безуглий В. В., Козинець С. В. Регіональна економічна і соціальна географія світу : Навчальний посібник. — видання 2-ге, доп., перероб. — К. : ВЦ «Академія», 2007. — 688 с. — ISBN 966-580-144-9.
- Головченко В. І., Кравчук О. Країнознавство: Азія, Африка, Латинська Америка, Австралія і Океанія. — К., 2006. — 335 с. — ISBN 966-8939-04-2.
- Гудзеляк І. І. Географія населення: Навчальний посібник / І. Гудзеляк. — Л. : Видавничий центр ЛНУ імені Івана Франка, 2008. — 232 с. — ISBN 978-966-613-599-8.
- Дахно І. І. Країни світу: Енциклопедичний довідник / І. І. Дахно, С. М. Тимофієв. — К. : Мапа, 2011. — 606 с. — (Бібліотека нового українця) — ISBN 978-966-8804-23-6.
- Дахно І. І. Економічна географія зарубіжних країн : навчальний посібник. — К. : Центр учбової літератури, 2014. — 319 с. — ISBN 978-611-01-0682-5.
- Джаман В. О. Регіональні системи розселення: демографічні аспекти. — Чернівці : Рута, 2003. — 392 с. — ISBN 9665685988.
- Дорошенко Л. С. Демографія: Навчальний посібник. — К. : МАУП, 2005. — 112 с. — ISBN 966-608-442-2.
- Дубович І. А. Країнознавчий словник-довідник. — 5-те вид., перероб. і доп. — К. : Знання, 2008. — 839 с. — ISBN 978-966-346-330-8.
- Економічна і соціальна географія країн світу. Навчальний посібник / За ред. Кузика С. П. — Л. : Світ, 2002. — 672 с. — ISBN 966-603-178-7.
- Загальна медична географія світу / В. О. Шевченко [та ін.] — К. : [б.в.], 1998. — 178 с.
- Книш М. М., Мамчур О. І. Регіональна економічна і соціальна географія світу (Латинська Америка та Карибські країни, Африка, Азія, Океанія) : навч. посіб. — Л. : ЛНУ ім. Івана Франка, 2013. — 368 с. — ISBN 978-617-10-0007-0.
- Крисаченко В. С. Динаміка населення: Популяційні, етнічні та глобальні виміри. — К. : Видавництво Національного інституту стратегічних досліджень, 2005. — 368 с. — ISBN 966-554-083-1.
- Кузик С. П., Книш М. М. Економічна і соціальна географія країн Америки : навч. посіб. — Л. : ЛНУ ім. Івана Франка, 1999. — 299 с. — ISBN 966-613-026-2.
- Любіцева О. О., Мезенцев К. В., Павлов С. В. Географія релігій. — К. : АртЕК, 1999. — 504 с. — ISBN 966-505-006-0.
- Масляк П. О. Країнознавство. — К. : Знання, 2007. — 292 с. — (Вища освіта XXI століття)
- Масляк П. О., Дахно І. І. Економічна і соціальна географія світу / П. О. Масляк, І. І. Дахно ; за ред. П. О. Масляка. — К. : Вежа, 2003. — 280 с. — ISBN 966-7091-53-8.

### Російською
- (рос.) Народы мира: Историко-этнографический справочник / Гл. ред. Ю. В. Бромлей. Ред. колегия: С. А. Арутюнов, С. И. Брук, Т. А. Жданко и др. — М. : Сов. энциклопедия, 1988. — 624 с. (с. 353)
- (рос.) Панама // Демографический энциклопедический словарь / главн. ред. Валентей Д. И. — М. : Советская энциклопедия, 1985. — 608 с.
- (рос.) Панама // Латинская Америка. Энциклопедический справочник [в 2-х тт.] / Главный редактор В. В. Вольский. — М. : Советская энциклопедия, 1982. — Т. 2. К-Я. — 656 с.
- (рос.) Панама // Страны и народы. Америка. Общий обзор Латинской Америки. Средняя Америка / Редкол. : отв. ред. В. В. Вольский, Я. Г. Машбиц и др. — М. : «Мысль», 1981. — 333 с. — (Страны и народы) — 180 тис. прим.
- (рос.) Атлас народов мира / Отв. ред. С. И. Брук и В. С. Апенченко. — М. : ГУГК ГГК СССР и Институт этнографии им. Н. Н. Миклухо-Маклая АН СССР, 1964. — 185 с. — 20 тис. прим.
- (рос.) Численность и расселение народов мира. Этнографические очерки / под ред. С. И. Брука. — М. : Издательство АН СССР, 1962. — 487 с.
- (рос.) Лаппо Г. М. География городов: Учебное пособие для географических факультетов вузов. — М. : Туманит, изд. центр ВЛАДОС, 1997. — 476 с. — ISBN 5-691-00047-0.
- (рос.) Ягельский А. География населения. — М. : Прогресс, 1980. — 383 с.